# Strada Statale 38 dello Stelvio
De SS38, Strada Statale 38 of Strada Statale dello Stelvio is een Strada Statale en loopt vanaf Gera Lario (bij het Comomeer) via de wereldberoemde Stelviopas en de stad Meran naar de hoofdstad van Zuid-Tirol: Bozen.
Tussen Meran en Bozen is deze weg een expresweg (superstrada). Deze expresweg is tolvrij. 